# Улица Героев Чернобыля (Чернигов)
У́лица Геро́ев Черно́быля (укр. Вулиця Героїв Чорнобиля) — улица в Деснянском районе города Чернигова. Пролегает от пересечения улицы Казацкая и проспекта Мира до пересечения улиц  77 Гвардейской дивизии и Волонтёров, районы Боевая, Яловщина.
Примыкают переулок Боевой, улицы Мстиславская, Юрия Мезенцева, Алексеева, Василия Будника. 
В восточном направлении улицу Героев Чернобыля продлевает улица 77 Гвардейской дивизии, в западном — Казацкая улица. 
По названию улицы именуется остановка общественного транспорта, расположенная на проспекте Мира.

## История
В 1980-е годы улица Боевая стала участком нового троллейбусного маршрута № 10, который связал крайние северный и восточный районы ЗАЗ и Бобровицу.
По инициативе областной общественной организации «Союз Чернобыль Украины», 25 апреля 2007 года улица Боевая переименована на улица Героев Чернобыля, согласно Решению Черниговского городского совета 16 сессии 5 созыва. Улица получила современное название в честь ликвидаторов аварии на Чернобыльской АЭС.
19 декабря 2016 года улица стала участком нового троллейбусного маршрута № 11, который связал крайние западный и восточный районы Масаны и Бобровицу.
В 2019 году проведён капитальный ремонт дорожного полотна и коммуникаций под ним, расширена проезжая часть. На время работ были изменены маршруты общественного транспорта.

## Застройка
Улица пролегает в восточном направлении с небольшим уклоном на север — параллельно улицам Полины Осипенко и Партизанской — к реке Стрижень. 
В начале улицы чётная сторона занята многоэтажной (один 5-этажный и один 9-этажный дом) и малоэтажной (два 2-этажных дома) жилой застройкой, нечётная сторона — многоэтажной жилой застройкой (два 9-этажных дома и два 10-этажных дома). Далее идёт усадебная застройка. 
Учреждений нет.
На торце дома № 3 в 2009 году установлена мемориальная доска «Героям Чернобыля, которые ценой собственной жизни спасли человечество от ядерной катастрофы 20 века».
- застройка парной стороны начала улицы — вид с дома № 1